# Hyppolyte Mondain
Hippolyte Florentain Mondain fue el primer ministro de Guerra serbio. Originario de Francia, Mondain fue invitado a hacerse cargo del recién creado Ministerio de Defensa por iniciativa del Consejo de Estado del Principado de Serbia, cargo que desempeñó de 1862 a 1865. Reformó significativamente el Ejército del Principado de Serbia y le dio las bases sobre las que se desarrolló posteriormente. Siendo capitán de ingenieros en Francia, Mondain fue enviado a Belgrado de 1853 a 1856 con la misión de estudiar las posibilidades de defensa de Serbia si se veía arrastrada a la guerra de Crimea. Llevó a cabo una serie de reformas para organizar el ejército serbio según el modelo francés. Por esos méritos se le concedió el título de general honorario.

## Biografía
Se conservan muy pocos datos biográficos sobre Hippolyte Mondain. Nació en 1811 en Francia. Es mérito de Ilija Garašanin haberle contratado en el ejército serbio. Durante su estancia oficial en París en 1853, Garašanin conoció al entonces capitán de ingenieros Hyppolite Mondain, que le causó una fuerte impresión. Tras ese encuentro, Garašanin llegó a la conclusión de que el ejército serbio necesitaba un oficial así. Con su consentimiento, y tras obtener la aprobación del gobierno francés, trajo a Mondain al Principado de Serbia ese mismo año y lo puso a disposición del gobierno serbio. Mondain vivió por primera vez en el Principado de Serbia de 1853 a 1855. Durante ese tiempo, se dedicó a hacer planes para la defensa de Serbia, en una situación bélica que prevalecía en la Guerra de Crimea en ese momento. Para llevar a cabo este trabajo, viajó a Serbia, estudiándola. Dejó una impresión favorable en las autoridades de Serbia, como hombre capaz de este trabajo, y al mismo tiempo, apto para la cooperación. Sin embargo, como al final de la guerra de Crimea se produjo una situación de paz, el gobierno consideró que este trabajo estaba terminado y regresó a Francia.
Hyppolite Mondain se encontró por segunda vez en Serbia en 1861. El representante del príncipe Filip Hristić, escribiendo el 16 de marzo de 1861, al Consejo de Estado, en nombre del príncipe Miguel Obrenović, declara:
El Gobierno de Su Majestad, preocupado por el progreso del Estado, se ha dado cuenta de que algunas profesiones deben procurar obras estatales a personas capaces y formadas profesionalmente a las que se pueda confiar con confianza su administración y organización. Hasta ahora, se ha considerado necesario que una persona de este tipo fuera procurada para la profesión de la construcción. La elección del Gobierno recayó en Monsieur Mondain, Comandante del Cuerpo de Ingenieros de Amiens, Francia, cuando el talento y la capacidad son reconocidos en todas partes, y que dejó el más bello recuerdo con su estancia en nuestra patria. El Sr. Mondain recibió nuestra oferta y el Gobierno francés aceptó que entrara a nuestro servicio.
Un decreto del 22 de septiembre de 1861, el mayor Hyppolite Mondain del ejército francés fue nombrado Jefe de la Administración Militar Principal, en lugar de Konstantin Hranisavljević. Mondain, que al mismo tiempo fue ascendido al grado de coronel del ejército serbio. Con el establecimiento de la Administración Central del Estado el 10 de abril de 1862, la antigua Administración Militar Principal, que estaba bajo la jurisdicción del Ministerio del Interior, se convirtió en el Ministerio de la Guerra. El coronel Ipolit Florenten Mondain, antiguo jefe de la Administración Militar Principal, fue nombrado jefe del recién creado ministerio. Demostró sus conocimientos militares durante el bombardeo de Belgrado por los turcos en 1862. Como ministro de Guerra, asumió el mando del ejército y organizó con éxito las fortificaciones para la defensa. Al declarar el estado de sitio, consiguió frustrar todas las intenciones de los turcos con rápidos movimientos del ejército.
Además de estos trabajos, se enfrentó a otros problemas. Era necesario organizar el ejército permanente lo mejor posible. A la larga, se benefició enormemente de la experiencia de Mondain. Para que los sistemas implementados por Mondain funcionaran mejor, se aprobó la Ley de Organización del Cuartel General del Ejército Permanente a sugerencia de Mondain. El nuevo organismo le relevó de algunos puestos y las competencias se transfirieron al Jefe del Estado Mayor recién creado. La organización del ejército serbio se hizo según el sistema francés, que sustituyó al anterior sistema ruso. Fue el iniciador de los cambios en las disposiciones legales sobre reclutamiento. Se introdujeron cambios en el servicio sanitario del ejército con la introducción de paramédicos militares. Más tarde, elaboró un gran número de proyectos jurídicos relacionados con los oficiales (armas, salarios, pensiones). También se elaboraron normas según las cuales se determinan las condiciones de ayuda del fondo especial para la jubilación de suboficiales y soldados. Durante su mandato se renovó por completo la central térmica de Kragujevac y se realizaron importantes progresos en la producción de pólvora y municiones. A partir del 27 de abril de 1862, en el gabinete de Ilija Garašanin, en el que era ministro de Guerra, representó también al ministro de Construcción. Dimitió de ambos cargos el 2 de abril de 1865, excediendo la obligación que contrajo al llegar al Principado de Serbia.
Mondain hizo todo lo que estuvo en su mano para preparar al ejército serbio lo mejor posible. El propio príncipe Miguel Obrenović le envió una carta de agradecimiento durante su destitución. Le agradecía su cooperación durante los últimos cuatro años y reconocía:
... al celo y la lealtad con los que se ha distinguido durante toda la duración de su servicio y que hacen que sea un grato recuerdo de su labor en Serbia.
Tras su dimisión, Monden regresó a Francia. Por decreto de 1 de enero de 1898, en reconocimiento a los méritos que hizo en favor de Serbia como su primer ministro de Guerra, se le concedió el título de general honorario del ejército serbio. Murió en París el 11 de enero de 1900, a la edad de 89 años.

## Familia
El coronel Mondain tuvo (al menos) un hijo, Georges, conocido por el seudónimo de Monval (1845-1910) ("hijo del genial coronel Mondain, comandante de la Legión de Honor"). Georges fue actor, archivero de la Comedie-Française y fundador de una revista dedicada a Molière. Georges Monval fue también autor de Les théâtres subventionnés (París, 1879).

## Decoraciones
Fue Comendador de la Orden Nacional de la Legión de Honor de la Tercera República Francesa.